# المواطن (صحيفة)
جريدة المواطن هي صحيفة جزائرية يومية تصدر بالغة العربية من السبت إلى الخميس تهتم بالأخبار الوطنية والمحلية والدولية السياسية ،الاقتصادية، الاجتماعية والرياضية والفنية.

## التأسيس
تأسست سنة 2006
هي النسخة العربية ليومية لوسيتوايان الناطقة بالفرنسية، الناشر نورث أفريكا نيوز كومباني، أول مدير نشر ايدير دحماني، هذا الأخير عين مديرا للنشر سنة في 2007 ليستخلف بخلاص أحسن في 2008 .وبداية من 01 ماي من سنة 2011 تم تعيين الصحفي محمد كيتوس مديرا للنشر بعدما شغل منصب رئيس تحرير بنفس الجريدة من جويلية 2007 إلى غاية جوان 2010.وعاد إلى مهنته الرئيسية كصحفي من جوان2010 إلى 01 جوان 2011 وحاليا يشغل منصب مدير النشر لذات اليومية.

## عنوانها
24 شارع خليفي أحمد، حسين داي الجزائر العاصمة.

## وصلات خارجية
- الموقع الرسمي لجريدة المواطن www.almouwatan.com